# MIMOS II

Mars Exploration Rover (MER) – schemat budowy (spektrometr Mössbauera w dolnej części pojazdu)

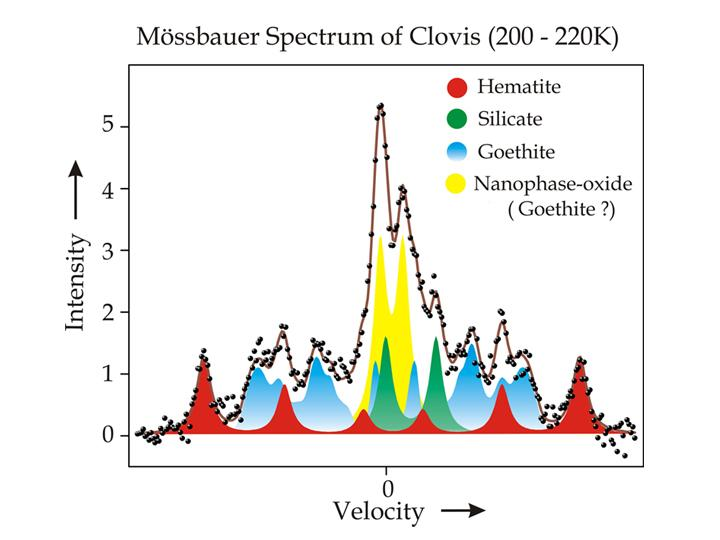
Widmo Mössbauera z krateru Gusiew – łazik Spirit

MIMOS II – miniaturowy spektrometr Mössbauera, którego działanie opiera się na zjawisku fizycznym polegającym na rezonansowej emisji promieniowania gamma przez jądra atomów ciała stałego, nazywanym efektem Mössbauera. Urządzenie skonstruowano z myślą o umieszczeniu na bezzałogowych sondach Mars Exploration Rover wysłanych na Marsa, czyli łazikach Spirit i Opportunity.
Spektrometr został wykonany przez grupę niemieckich naukowców pod kierunkiem dr. Göstara Klingelhöfera z Uniwersytetu Jana Gutenberga w Moguncji. Dzięki spektrometrom MIMOS II możliwa była analiza mössbauerowskiego widma marsjańskiego gruntu. Głównym zadaniem urządzeń było wykrycie obecności związków żelaza. Badania potwierdziły występowanie minerału o nazwie jarosyt. Zawiera on grupy wodorotlenowe, więc musiał powstać w obecności wody. W ten sposób zostało doświadczalnie potwierdzone występowanie na Marsie wody w stanie ciekłym.
Spektrometry MIMOS II mają wymiary około 9 cm x 5 cm x 4 cm i masę ok. 400 g.